# 富山県道46号上市北馬場線
富山県道46号上市北馬場線（とやまけんどう46ごう かみいちきたばんばせん）は、富山県中新川郡上市町から富山市に至る県道（主要地方道）である。
旧道路名称は『上市市田袋線』で、富山市水橋市田袋（旧国道8号交点）が終点であった。

## 概要

### 路線データ
- 起点：富山県中新川郡上市町折戸（富山県道67号宇奈月大沢野線・富山県道333号剣岳公園線交点）
- 終点：富山県富山市水橋北馬場（富山県道15号立山水橋線交点）

## 歴史
- 1986年（昭和63年）12月9日 - 国道8号滑川富山バイパス延長に合わせて1983年1月から工事に着手していた中新川郡上市町中青山 - 富山市水橋田伏間800mのバイパスが開通[1]。
- 1993年（平成5年）5月11日 - 建設省から、県道上市北馬場線が上市北馬場線として主要地方道に指定される[2]。

## 路線状況

### 重複区間
- 富山県道148号上市水橋線（中新川郡上市町中江上）

## 地理

### 通過する自治体
- 中新川郡上市町
- 富山市

### 交差する道路

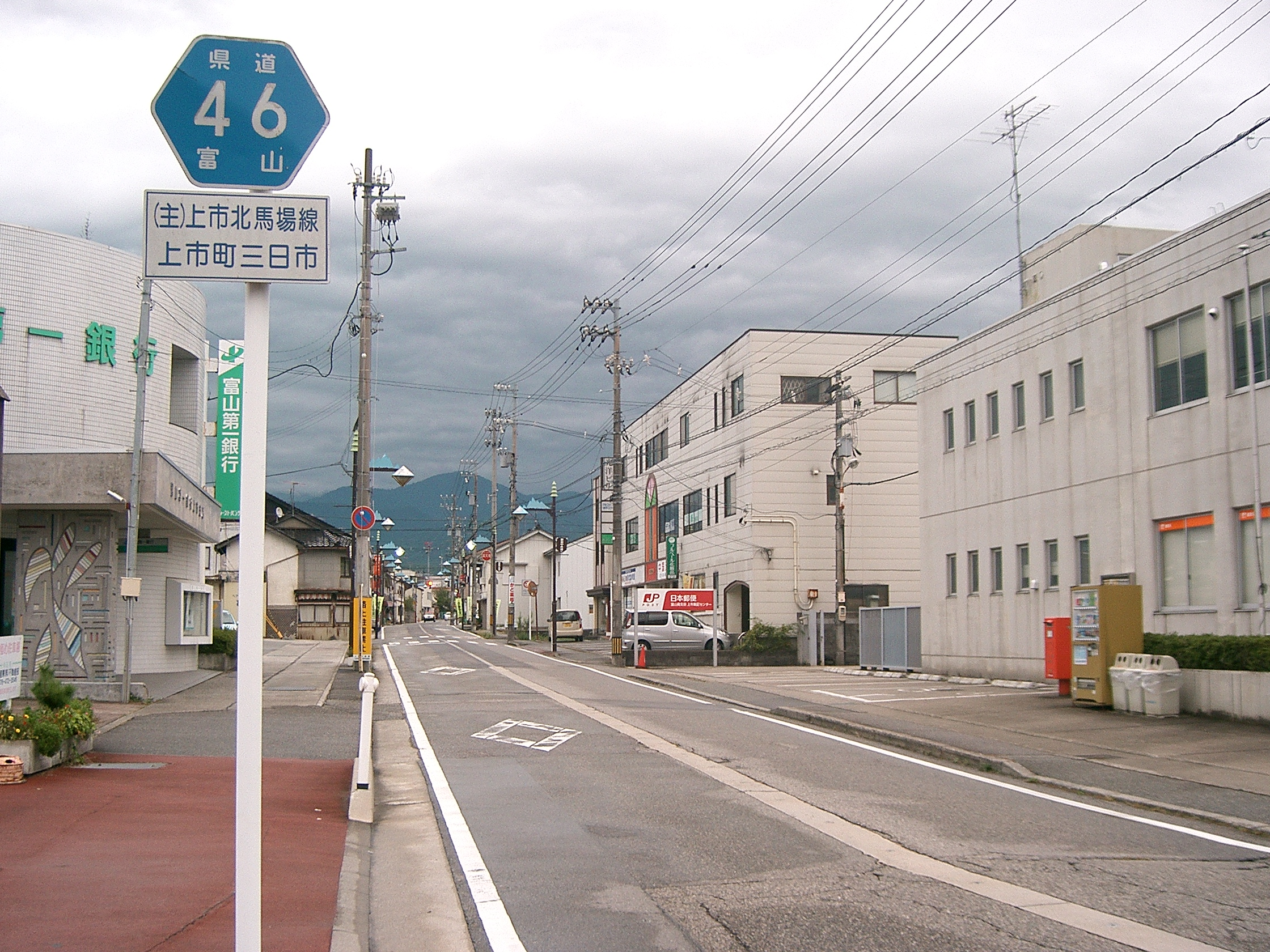
上市駅前交差点より東を望む

- 富山県道67号宇奈月大沢野線・富山県道333号剣岳公園線（中新川郡上市町折戸、起点）
- 富山県道154号西種極楽寺線（中新川郡上市町極楽寺）
- 富山県道145号極楽寺郷柿沢線（中新川郡上市町極楽寺）
- 富山県道156号北島東町線（中新川郡上市町北島）
- 富山県道152号大岩神明町線（中新川郡上市町法音寺）
- 富山県道157号寺坪上市線（中新川郡上市町鍵町）
- 富山県道3号富山立山魚津線（中新川郡上市町三日市）
- 富山県道148号上市水橋線（中新川郡上市町中江上）
- 富山県道151号辻滑川線（中新川郡上市町飯坂新）
- 富山県道15号立山水橋線（富山市水橋北馬場、中馬場交差点、終点）

### 沿線にある施設など
- 稲村城跡
- 上市川
- 上市町生涯学習会館
  - 町立上市図書館
- かみいち総合病院
- 富山第一銀行上市支店
- 上市郵便局
- 北陸銀行上市支店
- 富山地方鉄道本線上市駅
  - アルプス農業協同組合本店
- 日本海味噌醤油
- 富山森林管理署 上市森林事務所
- 富山地方鉄道本線新宮川駅